# Lietuvos Lyga 1933
L'edizione 1933 del Lietuvos Lyga fu la 12ª del massimo campionato di calcio lituano; il titolo fu vinto dal Kovas Kaunas, giunto al suo quarto titolo.

## Formula
Rispetto al campionato precedente il numero di squadre passò a 7 che si incontrarono in gare di andata e ritorno, per un totale di dodici incontri per squadra; erano assegnati due punti alla vittoria, un punto al pareggio e zero per la sconfitta.

## Classifica finale
|                     | Pos. | Squadra                    | Pt | G  | V | N | P | GF | GS | DR  |
| ------------------- | ---- | -------------------------- | -- | -- | - | - | - | -- | -- | --- |
| Lituania (bandiera) | 1.   | Kovas Kaunas               | 19 | 12 | 8 | 3 | 1 | 33 | 13 | +20 |
|                     | 2.   | LFLS Kaunas                | 18 | 12 | 7 | 4 | 1 | 23 | 16 | +7  |
|                     | 3.   | LGSF Kaunas                | 12 | 12 | 5 | 2 | 5 | 37 | 27 | +10 |
|                     | 4.   | KSS Klaipeda               | 11 | 12 | 5 | 1 | 6 | 28 | 24 | +4  |
|                     | 5.   | Spielvereiningung Klaipeda | 11 | 12 | 5 | 1 | 6 | 11 | 15 | -4  |
|                     | 6.   | Makabi Kaunas              | 6  | 12 | 1 | 4 | 7 | 13 | 36 | -23 |
|                     | 7.   | Sveikata                   | 5  | 12 | 0 | 5 | 7 | 10 | 24 | -14 |